# Vagrans bowdenia
Vagrans bowdenia är en fjärilsart som beskrevs av Butler 1873. Vagrans bowdenia ingår i släktet Vagrans och familjen praktfjärilar. Inga underarter finns listade i Catalogue of Life.